# Bò Lakenvelder
Bò Hà Lan Belted (còn có tên gọi khác là Bò Lakenvelder) là một giống bò sữa có nguồn gốc từ Áo và Thụy Sĩ.

## Lịch sử
Bò cái ban đầu có nguồn gốc ở Áo và Thụy Sĩ. Vào thế kỷ 17, những tổ tiên của giống Belted Hà Lan đã được chuyển đến Hà Lan bởi giới quý tộc Hà Lan. Mẫu màu “belted” rất được ưa chuộng ở Hà Lan, và giới quý tộc sở hữu những con bò này cũng được cho là đã lai tạo mẫu màu belted vào vật nuôi khác, bao gồm cả lợn Hampshire, thỏ Hà Lan và gà Lakenvelder.
Bò Hà Lan Belted được nhập khẩu vào Hoa Kỳ vào những năm 1830, nơi chúng được trưng bày như một giống hiếm của P.T. Barnum trong rạp xiếc du hành của mình. 1886, Hiệp hội gia súc Belted Hà Lan của Mỹ đã được thành lập, và vẫn tiếp tục ngày hôm nay là đăng ký liên tục lâu đời nhất cho giống bò này trên toàn thế giới.
Loài này đã được thành lập ở Hoa Kỳ và tiếp tục phổ biến cho đến khoảng năm 1940, nhưng trong những năm 1900, số lượng bò Belted Hà Lan đã giảm trên toàn thế giới đến mức gần như tuyệt chủng. Tại Hoa Kỳ, sự suy giảm phổ biến của giống này càng trầm trọng hơn bởi chương trình giảm / mua đàn của chính phủ, khuyến khích bán bò sữa để tăng giá sữa.